# Municipalità distrettuale di Bohlabela
La municipalità distrettuale di Bohlabela è stata eliminata dal 12° emendamento della costituzione del Sudafrica. Il distretto che rappresentava l'area del Parco nazionale Kruger è stata divisa tra le municipalità distrettuali di Mopani e Ehlanzeni.